# Porschendorf

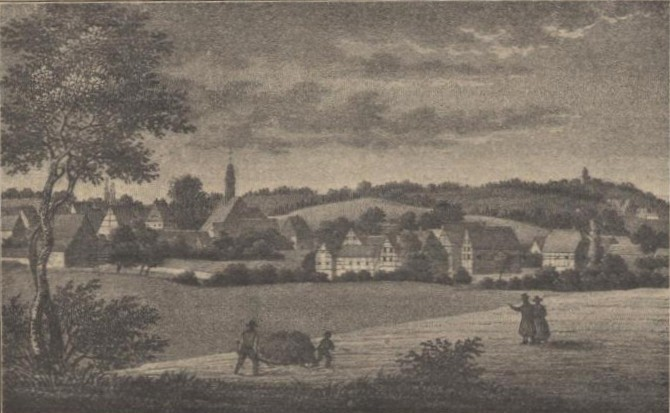
Ältere Ansicht von Porschendorf

Porschendorf ist ein Ortsteil der Gemeinde Dürrröhrsdorf-Dittersbach, die zum Landkreis Sächsische Schweiz-Osterzgebirge in Sachsen gehört. Der Ort an der Wesenitz wurde 1311 erstmals als „Borsthendorff“ erwähnt. Das Amtsdorf, das schon um 1500 eine Pfarrkirche besaß, wurde im 16. Jahrhundert vom Amt Lohmen und später von Hohnstein aus verwaltet. Um 1950 erreichte der Bevölkerungsstand in Porschendorf mit seinem Ortsteil Bärreut einen Höchststand von 583 Einwohnern. Das benachbarte Elbersdorf wurde 1969 eingemeindet. Seit 1994 gehört Porschendorf zu Dürrröhrsdorf-Dittersbach.

## Literatur

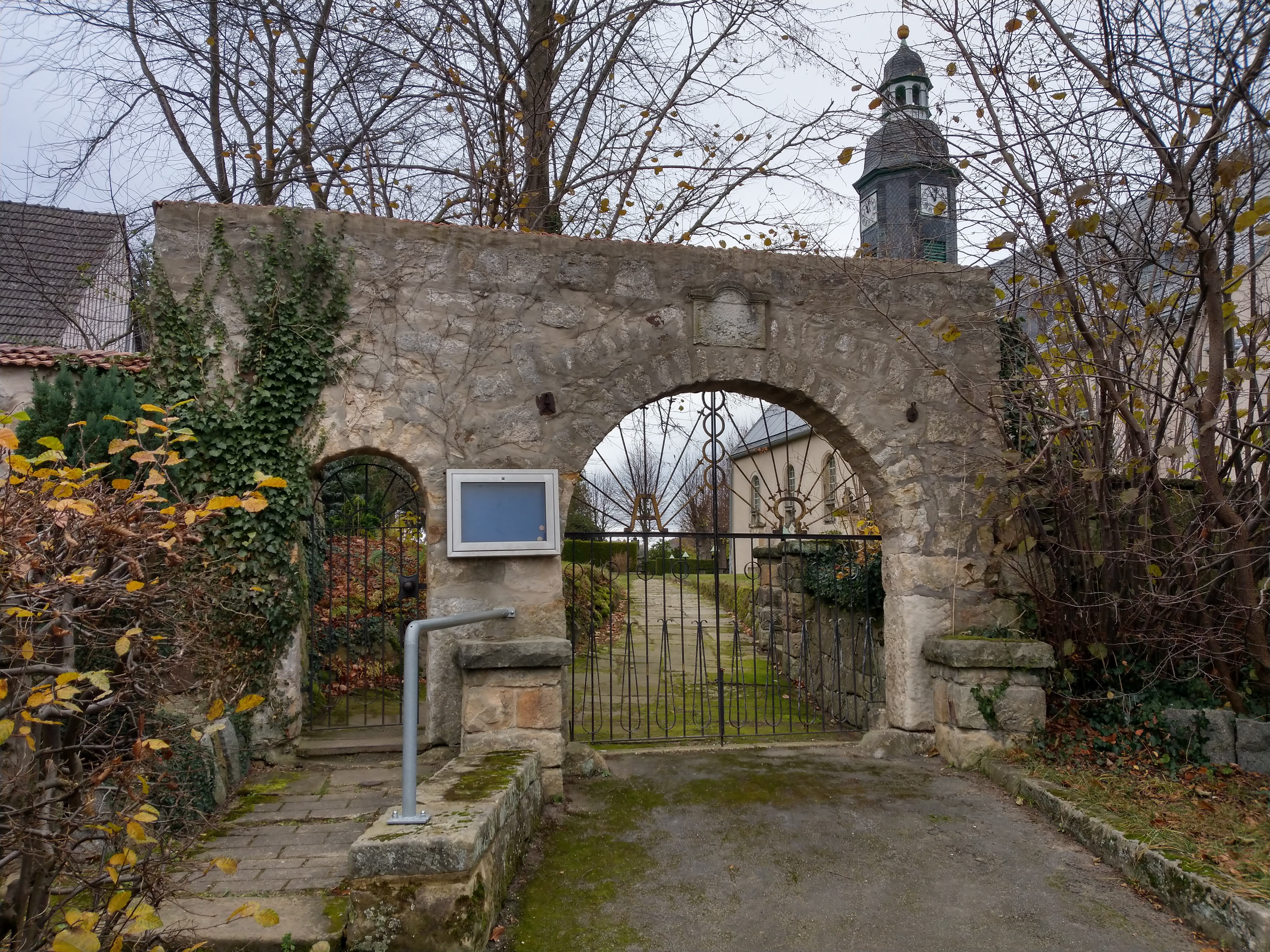
Dorfkirche Porschendorf – Eingang Kirchenfriedhof

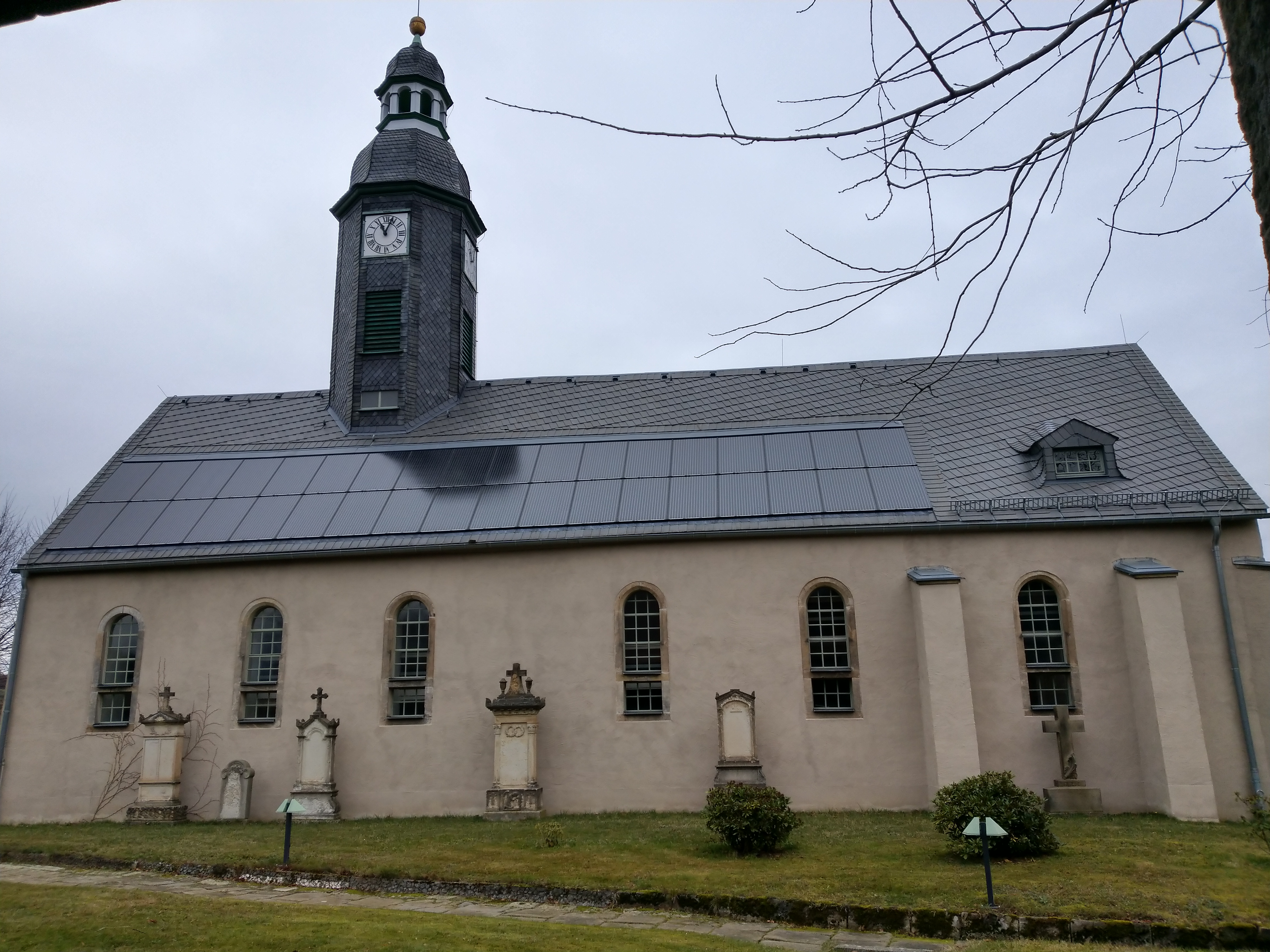
Dorfkirche Porschendorf Südansicht